# Красное (железнодорожная станция, Улейминское сельское поселение)
Красное — железнодорожная станция (населенный пункт) в Угличском районе Ярославской области. Входит в состав Улейминского сельского поселения.

## География
Находится в юго-западной части Ярославской области на расстоянии приблизительно 14 км на юг-юго-запад по прямой от железнодорожной станции Углич у железнодорожной линии Калязин—Углич.

## История
Населенный пункт возник при станции Красное (ныне железнодорожная платформа), открытой в 1964 году.

## Население
Численность населения: 3 человека (русские 100 %) в 2002 году, 4 в 2010.